# Joanna Szwajko
Joanna Szwajko, z domu Łotocka (ur. 1899 w Gajach Lewiatyńskich, zm. 28 sierpnia 1943 w Grabowcu) – święta męczennica prawosławna, jedna z męczenników chełmskich i podlaskich. Żona ks. Pawła Szwajki.

## Życiorys
Była z wykształcenia ekonomistką, jednak nie pracowała w zawodzie. W 1923 r. wyszła za mąż za Pawła Szwajkę, który w roku następnym przyjął święcenia kapłańskie. Jako matuszka towarzyszyła mężowi w jego pracy duszpasterskiej: kolejno w Potoku Górnym, Świątkowej Wielkiej, Desznicy, Siedliskach, Obszy, Śniatyczach i Grabowcu. Razem z nim została 28 sierpnia 1943 r. zamordowana przez polski oddział partyzancki Józefa Śmiecha ps. „Ciąg”. Według relacji świadków przed śmiercią była torturowana i gwałcona, zmarła z upływu krwi.
Kanonizowana przez Polski Autokefaliczny Kościół Prawosławny 7–8 czerwca 2003 r. w Chełmie.